# Francesco Finocchiaro
Francesco Finocchiaro (Mascalucia, 1º dicembre 1930 – Aci Castello, 31 gennaio 1995) è stato un imprenditore e dirigente d'azienda italiano.

## Biografia
Nato a Mascalucia, in provincia di Catania, nel 1930, si diplomò in ragioneria nel 1948, e due anni più tardi, dopo aver assolto il servizio militare, iniziò la sua attività imprenditoriale, assumendo i primi lavori come costruttore delle case popolari a Pedara e San Giovanni La Punta.
La sua impresa, l'URS - Unione Ricostruzioni Siciliane S.p.A., crebbe rapidamente, impiegò circa 1 000 addetti, ed operò in Sicilia e Calabria. Intensa fu la sua attività con la costruzione di numerosi palazzi a Catania, in modo particolare negli anni sessanta, quando l'impresa del Finocchiaro ebbe affidata la costruzione dei palazzi destinati all'edilizia popolare nel quartiere Monte Po, su progettazione del CEP. Altre importanti opere edificate dalla sua ditta nel capoluogo etneo furono il Palazzo delle Poste in Viale Africa (1981), e quello della nuova pretura in Via Francesco Crispi (1982). Tra le numerose e importanti opere, vi fu anche la costruzione dei nuovi locali degli Ospedali riuniti di Reggio Calabria.
Altre società del Gruppo Finocchiaro furono la GEFI S.p.A., l'IMEF S.p.A., l'AFA S.p.A., operanti nel settore edilizio, e l'Azienda agricola di Torregrossa, operante nel settore agricolo, di cui fu amministratore unico. Fondò un'altra società nel 1987, anch'essa operante nel settore edilizio, la Finocchiaro Costruzioni S.p.A., con sede a Roma. Nel 1988, Finocchiaro divenne amministratore delegato della Direzionale Romana S.p.A..
Morì improvvisamente di infarto ad Aci Castello nel 1995, all'età di 65 anni.

## Controversie
Il giornalista Giuseppe Fava, nel primo editoriale de I Siciliani, intitolato appunto I quattro cavalieri dell'apocalisse mafiosa, lo menzionò come uno dei quattro cavalieri dell'apocalisse mafiosa, con Gaetano Graci, Carmelo Costanzo e Mario Rendo, che così lo definiva:
«Soave, silenzioso e apparentemente timido... efficiente, preciso, puntuale, rapido, i suoi appalti sono stati sempre terminati a tempo di record.»
Fava fu ucciso da dei membri del clan mafioso dei Santapaola il 5 gennaio 1984, un anno dopo la pubblicazione dell'articolo, dopo vari tentativi dei cavalieri di acquistare la rivista.
Nell'estate del 1992, conobbe Angelo Bonanno, ritenuto un boss della mafia, capo del Clan dei Cursoti. Bonanno diede la possibilità di visitare Marbella, in Spagna, dove c'erano dei terreni edificabili disponibili per la sua impresa. Per questo servizio, Finocchiaro avrebbe dato un miliardo e duecento milioni di lire di pizzo a Bonanno, sponsorizzando in maniera fittizia il figlio Giovanni, pilota di Formula 3000 in seguito arrestato per ricettazione e riciclaggio aggravato e continuato.
Nel 1993, venne indagato dalla Procura della Repubblica di Catania, per un'operazione del 1988 con cui acquistò un opificio ottocentesco catanese dismesso, lungo il Viale Africa per 800 milioni di lire, successivamente rivenduto per 10 miliardi alla Provincia Regionale di Catania. A seguito del procedimento giudiziario scattato a suo carico, Finocchiaro denunciò alcuni grossi esponenti della politica catanese, in particolare il democristiano Antonino Drago e il socialista Giulio Sascia Tignino, accusandoli di aver ricevuto nel corso degli anni continue richieste di tangenti in cambio di appalti.
Davanti ai magistrati, il costruttore mascaluciese definì Drago una "sanguisuga" e fece le seguenti dichiarazioni:
Ogni volta che lo incontravo, Drago mi chiedeva soldi. E io come facevo a dirgli di no? Lui era il perno della politica catanese, e io pagavo perché mi tenesse in considerazione al momento di assegnare gli appalti, perché non mi ostacolasse.
Tignino, fu invece accusato da Finocchiaro per una tangente da 1 miliardo di lire chiesta nel 1989, quando era presidente della Provincia di Catania, per assegnargli l'appalto da 172 miliardi relativo alla costruzione del Centro fieristico le Ciminiere. Finocchiaro dichiarò che per vincere quell'appalto versò complessivamente 6 miliardi e 850 milioni di lire, oltre che a Drago e Tignino, al deputato socialista Salvo Andò e all'allora presidente della Regione Sicilia, il democristiano Rino Nicolosi.
Finocchiaro morì improvvisamente il 1º febbraio 1995, e il processo sulla "Tangentopoli catanese", si concluse in primo grado il 5 dicembre con una sentenza di condanna a carico dei politici coinvolti nella vicenda, e pertanto i magistrati giunsero alla conclusione che il costruttore dovette concedere delle tangenti a costoro.